# Wasserlosen
Wasserlosen – miejscowość i gmina w Niemczech, w kraju związkowym Bawaria, w rejencji Dolna Frankonia, w regionie Main-Rhön, w powiecie Schweinfurt. Leży około 15 km na północny zachód od Schweinfurtu, przy autostradzie A7 i drodze B303.

## Dzielnice
W skład gminy wchodzą następujące dzielnice: Brebersdorf, Burghausen, Greßthal, Kaisten, Rütschenhausen, Schwemmelsbach, Wasserlosen i Wülfershausen.

## Oświata
(na 1999)

W gminie znajduje się 167 miejsc przedszkolnych (w 4 placówkach, ze 151 dziećmi) oraz szkoła podstawowa (5  nauczycieli, 125  uczniów).